# ありがとうございます
ありがとうございますは、韓国MBCで2007年3月21日から2007年5月10日まで放送されたテレビドラマ。全16話。日本では、LaLaTV、テレビ東京などで放送されている。

## 出演
- ミン・ギソ：チャン・ヒョク（日本語吹替：置鮎龍太郎）

優秀な外科医だったが、恋人だったジミンを救えず病院をやめ、母親の会社であるJIグループで働くようになる。
- イ・ヨンシン：コン・ヒョジン（日本語吹替：園崎未恵）

シングルマザー。みかんのネット販売などの仕事をしている。
- イ・ボム：ソ・シネ（日本語吹替：宮本侑芽）

ヨンシンの娘。輸血のせいでHIVに感染する。暗算が得意。
- チェ・ソクヒョン：シン・ソンロク（日本語吹替：奥田啓人）

ギソの上司で、ヨンシンのかつての同級生。
- イ・ビョングク：シン・グ（日本語吹替：島香裕）

ヨンシンの祖父。認知症。
- ソ・ウニ：キム・ソンウン

ソクヒョンの恋人。不妊体質。
- ミン・ジュノ：キル・ヨンウ

ギソの父。医者だったが、患者を安楽死させたため失職。そのためギソの母とは離婚。タクシーの運転手をしている。
- チャ・ジミン：チェ・ガンヒ

ギソのかつての恋人。医者。膵臓癌で死ぬ。ボムを輸血でHIVに感染させてしまう。
- カン・グクチャ：カン・ブジャ

ソクヒョンの母親。
- イ・ヨンウ：ユ・ミノ

ヨンシンの弟。ソウルに住む大学生。
- カン・ヘジョン：ホン・ヨシン

ギソの母。JIグループ社長。
- オ・ジョンス：リュ・スンス

島の診療所の医師。ヤブ医者と呼ばれている。
- パク・ソラン：チョ・ミリョン

島の診療所の看護師。ヨンシンの友人。
- パク・テクトン：キム・ハギュン

ロシア人妻に逃げられる。
- オ・ジョングク：キム・スロ

ジョンスの兄。元検事で、カメラマン。
- チェ・ヨンジュ：ヤン・ヒョヌ

ボムの友人。グクチャの孫。
- ソン・ドゥソプ：キム・ギバン

島内にある旅館の店番。
- ソン・チャンジャ：チョン・ウォンジュ

ドゥソプの母親。ビョングクのことが好き。
- ソ・ジニョン：

JIグループのデパートの元従業員。一般客を万引き犯と間違え、ソクヒョンにクビにされる。
- コ・ピルドゥ：

博打好き。土地の買収を進めていたソクヒョンの罠にはまりそうになる。
- パク・ヒジャ：

ピルドゥの妻。
- チョ・ソング：

ヨンシンの見合い相手。妊娠中の妻に暴力をふるい母子ともに死亡させたと噂されている。
- 賭博師：チョン・ハノン

ソクヒョンの仲間。ドゥソプの家の権利書を取り上げようとする。
- 先生：オム・ヒョソプ

ボムの担任。ソランの夫。
- ジミンの父：チャン・ヨン

病院の科長。
- チョン・ボラム：

ボムの友人。
- チョン・ギリョン：カン・サング

ボラムの父。機械に足を挟まったところをギソに助けられる。
- ボラムの母：ク・ヘリョン

ヨンシン一家を島から追い出そうとする。
- パク・テチャン：

ボムの友人。
- ジソン：イ・ハンナ

ボムの友人。チャンジャの孫で、ドゥソプの姪。
- カン・シムシム：（日本語吹替：三橋加奈子）

グクチャの家の手伝い。グクチャの姪で、ソクヒョンのいとこ。

## スタッフ
- 脚本：イ・ギョンヒ
- 演出：イ・ジェドン

## 受賞
- 第20回韓国放送作家賞ドラマ部門
- 第10回アムネスティ言論賞特別賞
- 2007年MBC演技大賞黄金演技賞 チャン・ヒョク
- 2007年MBC演技大賞女性最優秀賞 コン・ヒョジン
- 2007年MBC演技大賞功労賞 シン・グ